# Книга на илюзиите
„Книга на илюзиите“ (на английски: The Book of Illusions) е десетият поред роман на американския писател Пол Остър, публикуван през 2002 година.
Остър започва работата по романа през 1999 година, непосредствено след публикуването на „Тимбукту“ и я завършва през август 2001 година. Успоредно с това той работи над друг роман и върху изследване на литературното наследство на Натаниъл Хоторн, чиято чувствителност оказва директно влияние върху Остър при писането на „Книга на илюзиите“.
На български романът е преведен от Ангел Игов и издаден първо през 2005 година от ИК „Златорогъ“, а след това повторно през 2008 година от ИК „Колибри“ (ISBN 978-954-529-605-5).

## Сюжет
Действието на романа се развива в края на 1980-те години в Ню Йорк. Написан е от гледната точка на Дейвид Зимър, университетски преподавател по литература, който след смъртта на съпругата и двете си деца в самолетна катастрофа изпада в тежка депресия и изолация от света. След като по случайност гледа филм на слабо известен комик на нямото кино от 1920-те години, Хектор Ман, който успява да го разсмее след месеци на мъка, Зимър решава да се посвети на изследване на творчеството на Ман и да напише книга за него. Първоначално Зимър не разполага с много следи за Ман: няколко интервюта, съдържащи противоречива информация за миналото на актьора, една дузина неми комедии, единствените копия от които са разпръснати в няколко американски града, както и в Лондон и Париж, както и откъслечни дописки за него, излезли в пресата след мистериозното му изчезване през 1929 година. Официално потвърждение за смъртта на Ман никога не се е появявало, но Зимър няма съмнения, че актьорът е мъртъв: последните сведения за него от очевидци са отпреди почти 60 години.
Публикуването на книгата обаче отключва поредица от събития, които въвличат Зимър много по-дълбоко в миналото на актьора, отколкото дотогава е можел да предположи. Литературните образи оживяват. Един ден Зимър получава по пощата писмо, с което съпругата на Хектор Ман, Фрида Спелинг, го кани да ги посети в ранчото им в Ню Мексико. Известно време Зимър се колебае, докато една нощ пред къщата му се появява странната Алма Грунд, която го заставя да поеме с нея към ранчото на Ман, който вече е на смъртния си одър. След драматичната първа среща с Алма, Дейвид преживява осем дни, които напълно преобръщат живота му: между тях се заражда неочаквана и за двамата любов. Докато трае пътуването им към ранчото, Алма, която е дъщеря на оператора Чарли Грунд, заснел всички филми на Хектор Ман, разказва на Дейвид неизвестната част от биографията на Ман след изчезването му през 1929 година.
Сложен любовен триъгълник между Ман, нашумялата холивудска красавица Долорес Сейнт Джон и влюбената до полуда и бременна от него журналистка Бригид О'Фелън завършва със смъртта на Бригид, неволно простреляна от Долорес. За да спаси бъдещето на Долорес, Хектор поема изцяло върху себе си вината за смъртта на Бригид, и така започва животът му на беглец и отшелник, непрекъснато измислящ си все по-гротескни и трагични начини за самонаказание и изкупление на греха си. Стига дотам да прекара няколко години от живота си в непосредствена близост до бащата и по-малката сестра на Бригид, като си налага да бъде мълчалив свидетел на тяхното нещастие. Мистър О'Фелън вече подозира, че Бригид е мъртва, но не и че Хектор, когото вече спрягат за зет, е виновен за смъртта ѝ. Когато бащата отправя покана да вземе ръката на Нора, Хектор изчезва от града.
Отива в друг град в Средния Запад, Сандъски, където при обир в банката е прострелян в гърдите и губи половината си бял дроб, но оживява. При стрелбата той проявява безразсъдна смелост, като се хвърля да защити с тялото си момичето на опашката зад него, което крадецът взема за заложничка. Смелостта всъщност е продиктувана от неистовото му желание да умре, изгарян от вина. Момичето, Фрида Спелинг, екстравагантна млада художничка, всъщност се оказва първият човек, който през всичките години след мистериозното му изчезване, успява да разпознае Хектор Ман изпод променената му външност. След като излиза от болницата, Хектор се жени за Фрида и приема фамилното ѝ име. Двамата имат дете, но на три години то умира от алергична реакция след ужилване от пчела.
След този момент животът на Хектор и Фрида приема неочакван обрат. Копнеещият от години да се завърне към киното, но самоизмъчващ се Хектор, все пак измисля формулата, по която да съчетае двете си страсти. С наследството, което Фрида е получила от неотдавна починалите си роднини, разкриват собствено киностудио в ранчото, за което малцина знаят. Един от посветените е операторът Чарли, и съпругата му, която се снима в много от филмите, чиито сценарии и режисура ще направи Хектор до края на живота си. Фрида отговаря за декорите и сценографията на филмите. Тъй като четиримата правят независимо кино, те могат да си позволят новаторство и творческа дързост, все още немислими за големия екран от средата на 20 век. Това обаче никога не представлява пречка пред тях, тъй като условието, с което Хектор обвързва творбите си, е те никога да не напускат пределите на дома му, да не бъдат разпространявани и показвани на външни лица, и да бъдат унищожени до 24 часа след смъртта му. По този начин в продължение на десетилетия двете семейства създават общо 14 филма и в такава атмосфера отрасва и живее Алма, която също пише незавършена биография на Хектор дълга над 600 страници. Публикуваната от Зимър книга за известното на обществеността ранно творчество на Ман, обаче внасят новост в тази атмосфера: почти 90-годишният Хектор Ман най-накрая получава признание и проявява желание да се срещне със задочния си биограф и страстен почитател Зимър.
Когато Алма и Дейвид пристигат в ранчото на Хектор Ман, той е на края на силите си: успява за кратко да поговори с Дейвид и отлагат продължението на разговора и гледането на филмите му за следващия ден. През нощта обаче той умира. От момента на смъртта му започва да тече 24-часовият срок за изпълнение на завещанието, което иначе кротката му съпруга Фрида възнамерява да спази неумолимо стриктно. Така Дейвид успява да изгледа само един (най-краткият) от неизвестните късни филми на Хектор Ман, за които знае едва от два дни, но истински жадува да види. До вечерта трупът е кремиран, всички ленти са изгорени, но на Зимър е забранено да присъства на ритуала. На следващата сутрин той напуска града, но с Алма вече са си дали обет, че ще заживеят заедно, веднага когато тя приключи с формалностите в Сандъски. Следващите дни се развиват мълниеносно за Алма. След изгарянето на лентите с творчеството на съпруга си, Фрида минава към унищожаването на ръкописи, кореспонденция, снимки, негативи, във фанатично желание да изличи всяко доказателство от съществуванието му. Когато обаче посяга и на ръкописа на Алма, двете стигат до свада, при която Алма неволно убива 80-годишната жена. След като изпраща прощален факс до Дейвид, Алма слага край на живота си. По-късно, в равносметката си за осемте дни, прекарани с Алма, Дейвид осъзнава, че тя му е дала възможността да преоткрие любовта, работата и живота, и да преживее трагедията със смъртта на децата и съпругата си. На надгробната ѝ плоча той поръчва да се постави надписа „Алма Грунд – писателка“, въпреки че единственото, което е прочел от нея е едната страница предсмъртно послание. За него обаче фактът, че тя умира заради книгата си, вече е доказателство, че тя е писател.

## Връзка с други автори и произведения
Литературният герой Дейвид Зимър се появява и в един по-ранен роман на Остър: „Лунен дворец“ (Moon Palace).
В началото на романа, при изграждането на образа му, се споменава, че преди самолетната катастрофа със семейството му, той е писал два литературоведски труда. Единият, „Гласове от военната зона“, се фокусира върху творчеството и обществената дейност на писатели като Луи-Фердинан Селин, Кнут Хамсун и Езра Паунд, които по време на Втората световна война са водели профашистка или антисемитска пропаганда. Вторият труд на Зимър е посветен на прочути автори, оттеглили се преждевременно от писателското поприще: Артюр Рембо, Джеръм Дейвид Селинджър, Дашиъл Хамет, Лора Райдинг.
След като написва биографията на Хектор Ман, Зимър приема да преведе автобиографичната книга на Франсоа Рене дьо Шатобриан „Mémoires d'outre-tombe“ (неофициален превод: „Мемоари отвъд гроба“), която е публикувана едва след смъртта му. „Книга на илюзиите“ съдържа множество директни препратки към тази творба. При изграждането на сюжета, Остър прави паралел и с литературното наследство на Франц Кафка, за когото е известно, че е помолил прителя си Макс Брод да изгори всичко, което е написал приживе. По този начин и героят на Остър, Хектор Ман, формулира завещанието си: филмите му да бъдат изгорени до 24 часа от неговата кончина.
Няколко от използваните от Остър похвати при написването на романа се срещат и в други негови творби като „Нюйоркска трилогия“ и „Нощта на оракула“:
- Главно действащо лице в романа е писател.
- Значителна част от романа се фокусира върху (въображаемата) творба на самия герой.
- Главен герой изчезва, колкото да се появи отново години по-късно, прекарани в странстване.
- Финал, от който става ясно, че главният герой, от чиято гледна точка се води повествованието, е автор на самата книга.